# Burt, Iowa
Burt là một thành phố thuộc quận Kossuth, tiểu bang Iowa, Hoa Kỳ. Năm 2010, dân số của thành phố này là 533 người.

## Dân số
Dân số qua các năm:
- Năm 2000: 556 người.
- Năm 2010: 533 người.